# جلكى هاملة الأكل
جلكى هاملة الأكل (الاسم العلمي: Entosphenus lethophagus ) هي نوع من الحيوانات المائية يتبع جنس جلكى وتدية من فصيلة الجلكية.